# خالد محسن
خالد محسن (عربی: خالد محسن؛ زادهٔ ۱۰ ژانویهٔ ۱۹۹۸) بازیکن فوتبال است.
وی همچنین در تیم ملی فوتبال لبنان بازی کرده‌است.